# Dichapetalum tenuifolium
Dichapetalum tenuifolium är en tvåhjärtbladig växtart som först beskrevs av George King, och fick sitt nu gällande namn av Adolf Engler. Dichapetalum tenuifolium ingår i släktet Dichapetalum och familjen Dichapetalaceae. Inga underarter finns listade i Catalogue of Life.